# Eupithecia valerianata
Eupithecia valerianata là một loài bướm đêm thuộc họ Geometridae. Nó được tìm thấy ở Vương quốc Anh, qua châu Âu tới Nga và miền bắc Iran.
Sải cánh dài 16–20 mm. Có một lứa một năm con trưởng thành bay từ giữa tháng 4 đến tháng 8.
Ấu trùng ăn loài Valeriana officinalis. Ấu trùng có thể tìm thấy từ tháng 6 đến tháng 9. Nó qua đông trong giai đoạn nhộng.

## Hình ảnh

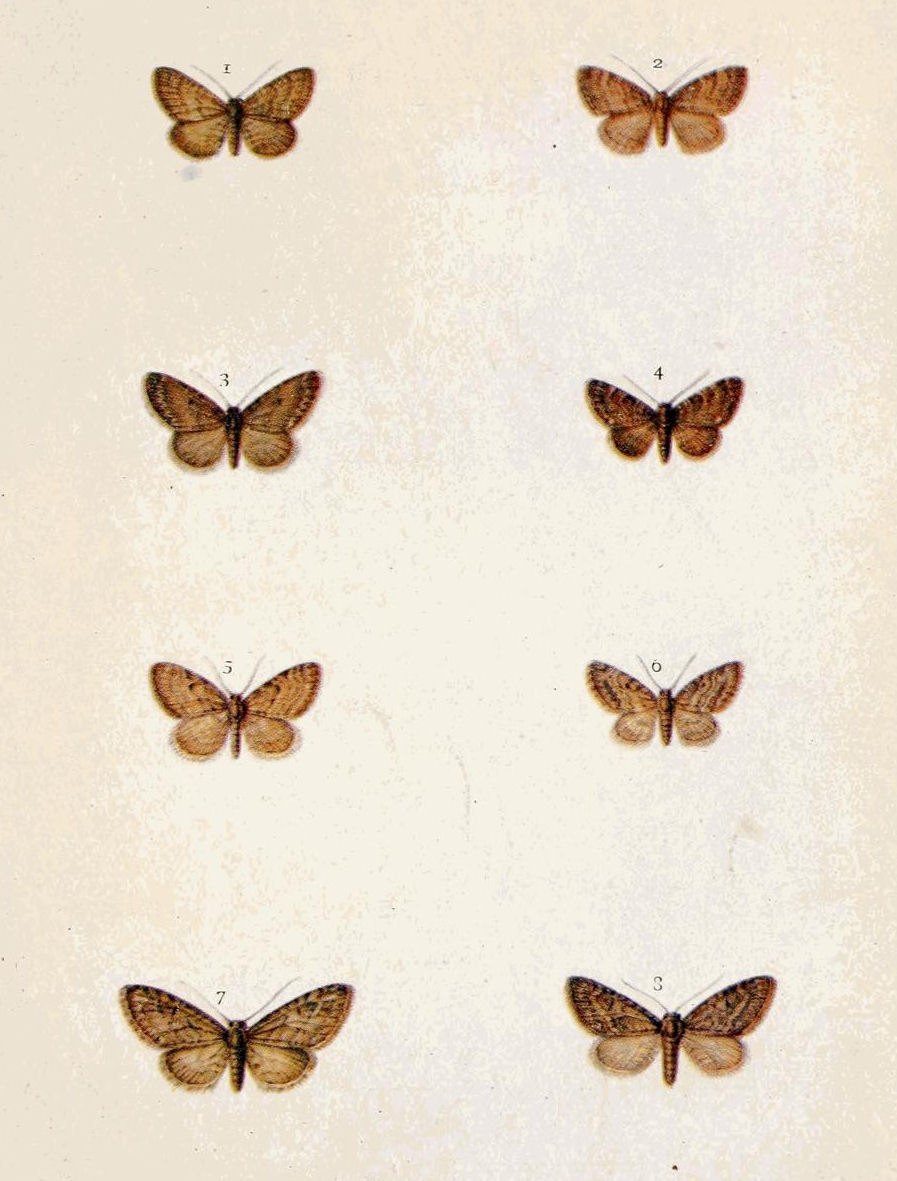